# یواس‌اس کئوکوک (وای‌تی‌بی-۷۷۱)
یواس‌اس کئوکوک (وای‌تی‌بی-۷۷۱) (به انگلیسی: USS Keokuk (YTB-771)) یک کشتی است که طول آن ۱۰۹ فوت (۳۳ متر) می‌باشد. این کشتی در سال ۱۹۶۴ ساخته شد.